# Monumental Río Parapití
O Estádio Río Parapití é um estádio de futebol no Paraguai. Está localizado na cidade de Pedro Juan Caballero e tem capacidade para 25.000 espectadores, o que o torna um dos estádios mais importantes do país. O estádio é propriedade do Club Sportivo 2 de Mayo.
O estádio foi uma das sedes da Copa América de 1999, onde foram disputadas partidas entre Paraguai, Bolívia, Japão e Peru. Também sediou 10 jogos da primeira fase do Campeonato Sul-Americano de Futebol Sub-20 de 2007.

## História
O Club Sportivo 2 de Mayo foi fundado em 1935. Dois anos após sua fundação, o clube solicitou um terreno à Prefeitura de Pedro Juan Caballero para ser usado como campo esportivo, o pedido foi aprovado em 20 de outubro de 1937. Foram necessárias duas décadas para o início da construção das arquibancadas de concreto e, finalmente, o estádio foi inaugurado em 1977.

## Nome do estádio
O nome do estádio faz referência à conquista dos territórios do solo do Chaco, até as margens do rio Parapití, pelo Regimento de Infantaria Nº1 “2 de Mayo”, durante a Guerra do Chaco. Levando em conta que o clube Sportivo 2 de Mayo foi batizado em homenagem a esse regimento.

## Copa América de 1999

### Primeira Fase - Grupo A
Japão 1-1 Bolívia 
 Paraguai 1-0 Peru 

## Campeonato Sul-Americano de Futebol Sub-20 de 2007

### Primeira Fase - Grupo A
Brasil 4-2 Chile 
 Paraguai 0-0 Bolívia 
 Paraguai 1-0 Chile 
 Brasil 2-1 Peru 
 Bolívia 0-4 Chile 
 Paraguai 1-0 Peru 
 Peru 2-4 Chile 
 Brasil 3-0 Bolívia 
 Peru 1-4 Bolívia 
 Brasil 1-1 Paraguai 